# Jean de Pierrefeu
Jean de Pierrefeu, né le 10 février 1881 à Oran (Algérie française) et mort le 21 décembre 1940 à Roanne, est un journaliste français officiant pour l'armée française pendant la Première Guerre mondiale, ainsi que dans les revues L'Opinion et L'Éclair.

## Biographie
À sa naissance, il est déclaré sous le nom de sa mère Marie-Ernestine Maurin : Pierre-Édouard Maurin. Mais dès l'année suivante (acte du 1er février 1882), il est reconnu par son père Marie-Francisque-Édouard de Latard de Pierrefeu et devient Pierre-Édouard de Latard de Pierrefeux. Il épouse Georgette Webb en 1921 à Marseille.
Sous le pseudonyme de Jean de Pierrefeu, il se consacre à une carrière de journaliste au début du XXe siècle. Nationaliste convaincu, il évolue au sein de l'hebdomadaire L'Opinion. Mobilisé en 1er août 1914 en tant que sergent-major réserviste, il est néanmoins blessé l'année suivante. Après sa convalescence, il est affecté dans la Section d'information de l'armée, au sein du Grand Quartier Général à Chantilly, où il est chargé de rédiger le communiqué officiel des combats transmis à la presse.
Après la guerre, il raconte son expérience dans plusieurs ouvrages qui font polémique, à l'instar de G. Q. G. Secteur 1. Trois ans au grand quartier général par le rédacteur du communiqué en 1920 et Plutarque a menti publié en 1923. Dans ses écrits, Jean de Pierrefeu critique le commandement français, incapable selon lui de faire preuve de cran et d'audace.
Dans l'entre-deux-guerres, en parallèle à l'écriture d'ouvrages sur la société française, il poursuit sa collaboration avec L'Opinion et intègre le comité de rédaction du quotidien L'Éclair. Fervent pétainiste, Jean de Pierrefeu réaffirme avec conviction en 1940 son soutien au maréchal Pétain et dirige la revue Les Cahiers de la Jeune France, « organe de la Révolution nationale ».

## Œuvre
- G. Q. G. Secteur 1. Trois ans au grand quartier général par le rédacteur du communiqué, Paris, L’Édition française illustrée, 1920 (2 tomes).
- Plutarque a menti, Bernard Grasset, 1923.
- L'Anti-Plutarque, Paris, Les éditions de France, 1925.
- Comment j'ai fait fortune. Essai sur l'affairomanie, Paris, Les éditions de France, 1926.
- Paterne ou l'ennemi du sport, Paris, J. Ferenczi et Fils, 1927. Disponible en texte intégral sur LillOnum.
- Nouveaux mensonges de Plutarque, Paris, Les éditions Rieder, 1931.
- Aristote Crapet, « Compte-rendu de G. Q. G. Secteur 1. Trois ans au Grand Quartier Général de Pierrefeu (Jean de) », Revue du Nord, no 25,‎ 1921, p. 69-71 (lire en ligne).